# Wang Jianjiahe
Dans ce nom chinois, le nom de famille, Wang, précède le nom personnel.
Wang Jianjiahe, née le 17 juillet 2002, est une nageuse chinoise spécialiste des épreuves de nage libre.

## Carrière
Aux Jeux asiatiques de 2018, elle remporte quatre médailles d'or, sur 400 m, 800 m et 1 500 m nage libre et sur le relais 4 × 200 m nage libre.
Elle remporte la médaille d'or du 800 m nage libre et la médaille d'argent du 400 m nage libre ainsi que la médaille d'or du relais 4 × 200 m nage libre lors des championnats du monde en petit bassin 2018.